# GUNKtv
GUNKtv is een voormalige digitale tv-zender die vooral over games ging en officieel gelanceerd werd op 1 april 2009. De sleutelfiguur van GUNKtv was Frank Molnar, die eerder het programma GUNKtv presenteerde op VT4 en TMF Vlaanderen. Er was ook een tijdschrift Gunk, dat uitsluitend over de game-wereld gaat.
De zender was te bekijken op zendernummer 39 en was alleen beschikbaar bij Telenet Digital TV. De zender kon ook via de website online bekeken worden.
In december 2010 organiseerde GUNKtv een wereldrecordpoging om continu te gamen. Dit record was eerder in handen van Nederland, maar GUNKtv slaagde erin het te breken. Het huidige record staat op 109 uren non-stop gamen.
Op 18 februari 2011 werd aangekondigd dat GUNKtv per 31 maart 2011 zijn activiteiten stopzette. Het maandblad Gunk en de website 9lives zouden wel nog blijven bestaan.
De laatste aflevering van Wango Tango LIVE, het liveprogramma, werd uitgezonden op 10 maart 2011.

## Programma's
Games
- GUNKtv
- Gunk Top 40
- 9lives TV
- CONSOLEtv
- Mmo worlds
- Retro Mania
- PCtv
- UBItv
- Geek power
- Praga Goes Gaming
- Start to Game

Lifestyle
- Infashion
- TechNoTime

Entertainment
- The Bowlers
- Regular tv is dead
- Athene tv
- ASStv
- Clublife
- URBANtv

Music
- Wango Tango
- Wango Tango Live
- Best of wango tango live
- Wango Tango Top 20
- Wango Tango Shuffle

Xtra
- Best of gunk
- Lazy zunday
- GUNK Trailer Trash Night
- GUNKwood

Geschiedenis van de Vlaamse televisie